# Ebenezer Butterick
Ebenezer Butterick, född 29 maj 1826 i Sterling, Massachusetts, USA, död 31 mars 1903, var en amerikansk skräddare, uppfinnare och företagsledare. Hans färdigtillverkade sömnadsmönster revolutionerade hemsömnaden under 1800-talet. 
Företaget som bär hans namn lever fortfarande kvar i New York. I Stockholm finns Butterick's, som har en helt annan inriktning.
Han var tillsammans med Ellen Demorest den ena av de två ledande figurerna inom amerikansk modeindustri under 1800-talet.